# Netelia aethiopica
Netelia aethiopica är en stekelart som först beskrevs av Szepligeti 1907.  Netelia aethiopica ingår i släktet Netelia och familjen brokparasitsteklar. Inga underarter finns listade i Catalogue of Life.